# Goiatins
Goiatins este un oraș în Tocantins (TO), Brazilia.